# Schizaphis agrostis
Schizaphis agrostis är en insektsart som beskrevs av Hille Ris Lambers 1947. Schizaphis agrostis ingår i släktet Schizaphis och familjen långrörsbladlöss. Enligt den finländska rödlistan är arten otillräckligt studerad i Finland. Arten är reproducerande i Sverige. Artens livsmiljö är ruderatmarker, vägrenar och banvallar. Inga underarter finns listade i Catalogue of Life.